# Stylaster profundus
Stylaster profundus is een hydroïdpoliep uit de familie Stylasteridae. De poliep komt uit het geslacht Stylaster. Stylaster profundus werd in 1879 voor het eerst wetenschappelijk beschreven door Moseley. 